# Linothele curvitarsis
Linothele curvitarsis är en spindelart som beskrevs av Karsch 1879. Linothele curvitarsis ingår i släktet Linothele och familjen Dipluridae.
Artens utbredningsområde är Venezuela. Inga underarter finns listade i Catalogue of Life.